# Metody repróbkowania
Metody repróbkowania (ang. resampling methods) – zbiór procedur statystycznych wykorzystywanych na potrzeby wnioskowania statystycznego, w ramach których na podstawie dostępnej próby tworzy się (najczęściej z użyciem odpowiedniego programu komputerowego) ogromną liczbę nowych próbek i na tej podstawie powstaje przybliżenie rozkładu badanej cechy w populacji. Metody repróbkowania są przydatne wtedy, gdy badacz nie dysponuje informacjami dotyczącymi rozkładu badanej cechy w populacji.
Do kategorii metod repróbkowania zalicza się testy permutacyjne, metody bootstrapowe, sprawdzian krzyżowy oraz metodę jacknife.